# Liste der Baudenkmäler in Horst (Essen)
Die Liste der Baudenkmäler in Horst (Essen) enthält die denkmalgeschützten Bauwerke auf dem Gebiet von Essen-Horst, Stadtbezirk VII, in Nordrhein-Westfalen (Stand: Oktober 2018). Diese Baudenkmäler sind in der Denkmalliste der Stadt Essen eingetragen; Grundlage für die Aufnahme ist das Denkmalschutzgesetz Nordrhein-Westfalen (DSchG NRW).

| Bild                                           | Bezeichnung                                                    | Lage | Beschreibung | Bauzeit                       | Eingetragen seit   | Denkmal- nummer |
| ---------------------------------------------- | -------------------------------------------------------------- | --- | --- | ----------------------------- | ------------------ | --------------- |
| weitere Bilder                                 | Villa Vogelsang mit Remise                                     | Antonienallee 1/3 Karte | Ensemble aus Villa und Remise in privatem Park. Seit 1999 als Hotel genutzt. | 1840–1850                     | 13. September 1990 | 632             |
| Fachwerkhaus                                   | Fachwerkhaus                                                   | Antonienallee 18 Karte | völlig verkleidetes Fachwerkhaus | zweite Hälfte 19. Jahrhundert | 10. August 1989    | 515             |
| katholische Grundschule                        | katholische Grundschule                                        | Dahlhauser Straße 144 Karte | | Ende 19. Jahrhundert          | 10. August 1989    | 517             |
| katholische Grundschule, zweites Dienstgebäude | katholische Grundschule, zweites Dienstgebäude                 | Dahlhauser Straße 146 Karte | | Ende 19. Jahrhundert          | 10. August 1989    | 518             |
| katholische Kirche St. Josef                   | katholische Kirche St. Josef                                   | Dahlhauser Straße 147 Karte | Gemeindekirche der St. Laurentiusgemeinde; dreischiffiger neugotischer Bau aus Ruhrsandstein, eingeweiht am 7. Juni 1887, Anbau von Sakristei, Turm und Kreuzschiff bis 1903 | 1886–1903                     | 10. August 1989    | 519             |
| Abzweig Schule am Hellweg, Schule Horster Berg | Abzweig Schule am Hellweg, Schule Horster Berg                 | Dahlhauser Straße 153 Karte | | um 1900                       | 10. August 1989    | 520             |
| Zionskirche                                    | Zionskirche                                                    | Dahlhauser Straße 161 Karte | Zum denkmalgeschützten Umfang gehören der Glockenturm, die historische Bepflasterung und die Grünanlage. | 1957–1958                     | 21. November 2019  | 985             |
| ehemaliges Jägerhaus von Burg Horst            | ehemaliges Jägerhaus von Burg Horst                            | Eberhardstraße 10 Karte | | 1721                          | 10. Juli 1986      | 130             |
| weitere Bilder                                 | ehemalige Zeche Wohlverwahrt                                   | Fleherweg 87 / Antonienallee 28 Karte | | 1910                          | 10. August 1989    | 516             |
| weitere Bilder                                 | Haus Horst                                                     | Haus Horst 1–3 Karte | | um 11. bis 13. Jahrhundert    | 14. Februar 1985   | 56              |
| Mordkreuz (Steinkreuz)                         | Mordkreuz (Steinkreuz)                                         | Haus Horst/Ca. 100 m nordwestlich des Baudenkmals Nr. 56 Haus Horst. Auf dem langgestreckten Flurstück 37, in dem die Straße Haus Horst liegt. (Flurstücksnummer nach dem Stand vom 13. September 2007.) Karte | Niedriges Steinkreuz zur Erinnerung und vermutlich zum Gedenken an die Ermordung des Baumeisters Conrad Fischer durch Reinhard Cop und Mittäter am 4. Mai 1717 nahe bei Burg Horst | um 1720                       | 12. August 2008    | 950             |
| weitere Bilder                                 | ehemalige Brauerei mit Villa                                   | Horster Straße 9–13 Karte | Ehemaliges Brauerei-Gebäude samt Unternehmervilla der Union-Brauerei Horst-Steele in der Horster Straße (damals Altendorfer Straße), 1889 durch die Kaufleute Bodenheim aus Düsseldorf und Knösels aus Krefeld gegründet, vor 1900 übernahmen die Steeler Bürger Heinrich Tossen und Schulte-Bäuminghaus das Unternehmen. 1914 setzte man 20.000 Hektoliter Bier um. Nach Umsatzeinbrüchen im Ersten Weltkrieg wurde die Horster Brauerei von der Dortmunder Schwester, der heutigen Dortmunder Union-Brauerei aufgekauft. | um 1900                       | 10. August 1989    | 521             |
| weitere Bilder                                 | Ensemble Horster Mühle / Schleuse Horst / Karbidwerk Vogelsang | In der Lake Karte | | zweite Hälfte 18. Jahrhundert | 14. Februar 1984   | 3               |
| Ehemaliges Zechengebäude                       | Ehemaliges Zechengebäude                                       | In der Lake 75 Karte | Betriebsgebäude einer Kleinzeche aus Bruch- und Ziegelmauerwerk; an der Westfassade ehemalige Torzufahrt mit Korbbogen, Schlusssteininschrift: Anton Großmann 1865, in den 2010er Jahren zum Wohngebäude umgebaut | 1865                          | 10. August 1989    | 522             |
| Wohnhaus                                       | Wohnhaus                                                       | Irmastraße 33 Karte | | 1868                          | 14. Mai 1987       | 323             |
| Hof Köllmann / Klosterberghof                  | Hof Köllmann / Klosterberghof                                  | Weg am Berge 39 Karte | ursprünglich Klosterbergerhof, gelangte im Mittelalter in den Besitz der Herren von Horst, 1750 an die Freiherren von Vietinghoff-Schell verpfändet, heute unter dem Namen Klosterberghof Heim für Behinderte des Franz Sales Hauses und landwirtschaftlicher Betrieb | 1870                          | 14. November 1991  | 748             |